# فرودگاه اگواکلارا
فرودگاه اگواکلارا (به انگلیسی: Aguaclara Airport) یک فرودگاه با کد یاتا ACL است. این فرودگاه در کشور کلمبیا قرار دارد.